# ラドリオ
ラドリオは、1949年に開店した東京都千代田区神田神保町、神田古書店街にある喫茶店である。正式名称「神保町ラドリオ喫茶店」。日本で初めてウィンナ・コーヒーを出した店としても知られる。古書店のサロンとして購入した物件を喫茶店としても営業したことをきっかけに、多くの芸術家が集う場所となった。

## 沿革

### 島崎書店から喫茶店の兼業
後にラドリオを開店する島崎八郎は、東京大学経済学部の卒業後に銀行員になったが、生活費が不足していたこともあり、本郷キャンパスの赤門前に古書店「島崎書店」を構えた。店頭に並べられていたのは主に社会科学関係書や洋書であったが、大学出身者である島崎を求めて、大学関係者や学生の来客も多く訪れるとともに、島崎の実弟にあたる島木健作の作品も取り扱っていた。島木は出獄後、静養しながら島崎書店を手伝っており、1934年の「癩」は静養しながら執筆した。そのころ、東京商科大学に在学していた加茂儀一は、下宿先だった本郷にある古本店を巡ることを日課にし、島崎書店もその一つであった。
1939年（昭和14年）、神保町の神田日活館の向かいに支店を構えた。その後の東京大空襲で本郷の店舗は焼けてしまったが、神保町の店舗は影響がなかったこともあり、戦後は神保町のみで営業を続けた。息子2人のうち、1人は多摩美術大学の教授となる。
島崎は「本を読みながらコーヒーや酒が飲める場所」を作りたいという思いが芽生え、来訪客のためのサロンとして店舗近くの物件を購入し、古書店と喫茶店の兼業を始めた。購入した物件は、1階を喫茶店、2階を自宅として使用した。

### 開店、その後芸術家たちのたまり場へ
その喫茶店「ラドリオ」は、1949年（昭和24年）10月に開店した。店名の由来は、スペイン語で「煉瓦（Ladrillo）」を意味する。創業当時に流行していたハーフティンバー様式を採用、外装にあたたかな雰囲気を醸し出ている。内装とともに使用された煉瓦には東京駅丸の内駅舎、王子の造幣局と同じものが用いられたとされる。
店内に入ると、こげ茶色の空間が広がり、左手に高さが不揃いの木製椅子と煉瓦のカウンター席が並び、赤地のソファー、ストーブなどが置かれ、開業時から使用されている。店内の照明は暗めで、街灯型に彫られた黒柱も立ち、モダンな雰囲気が漂っている。カウンターの中には洋酒が並び、背の低いテーブルなども全体が小ぶりである。
また、芸術家たちが持ち込んだ作品が飾られており、コーヒー代の代わりに作品を置いていくこともあった。BGMにはシャンソンを流しているが、これは島崎を伯父に持ち、初代ママを務めた臼井愛子の好みからである。臼井は、バーテンダー協会の副会長も務め、店頭で提供したカクテルはその後も受け継がれている。また、常連だった黒田三郎に対する追悼文で臼井は、ラドリオで開催された黒田と昭森社との酒盛についてその思い出を記した。
開業年、1949年のクリスマスには草野心平は古田晁とラドリオで初めて対面したり、枝川公一が仕事相手や光文社勤務時代の同社社員との待ち合わせに用いるなど、芸術家たちも作業場や応接室として用いたが、伊達得夫は「書葎ユリイカ」の仕事場として使用していたビルの向かいにラドリオがあったことから、 ラドリオを応接室として使用していた。また、昭森社と思潮社がユリイカと同居していた時期もある。伊達は「ラドリオの椅子に毎日三時間くらいは腰をおろしている。ぼくに向い合っている人は、毎日違うのだ。ぼくのオフィスもまたこの露地にあって、そこがあまりにも狭いので、応接室として、ラドリオを利用しないわけにはいかない。」と表現している。逢坂剛は中央大学在学時代から訪れており、1986年「カディスの赤い星」で直木賞受賞の連絡は店頭で受け取った。週1回の頻度で山本容朗が来店していたほか、山の上ホテルで仕事を終えた後に田村隆一が、片岡義男は窓際の2人席に、毎日座って原稿を執筆していた。そのほかにも、川端康成、三島由紀夫、武田秦淳、椎名麟三、梅崎春生、野間宏、中村真一郎、埴谷雄高、本郷新、昆野恒なども利用していた。
店のトレードマークである、牛のアイコンはカップやマッチ、灰皿に描かれているが、これは臼井と親交が深かった本郷が描いたものである。また、本郷は店で働く女性をモデルに彫像も制作した。この彫像は本郷の遺族から「閉店するときには譲ってほしい」と言われている。

### ランボオとミロンガ、さぼうるとの関係

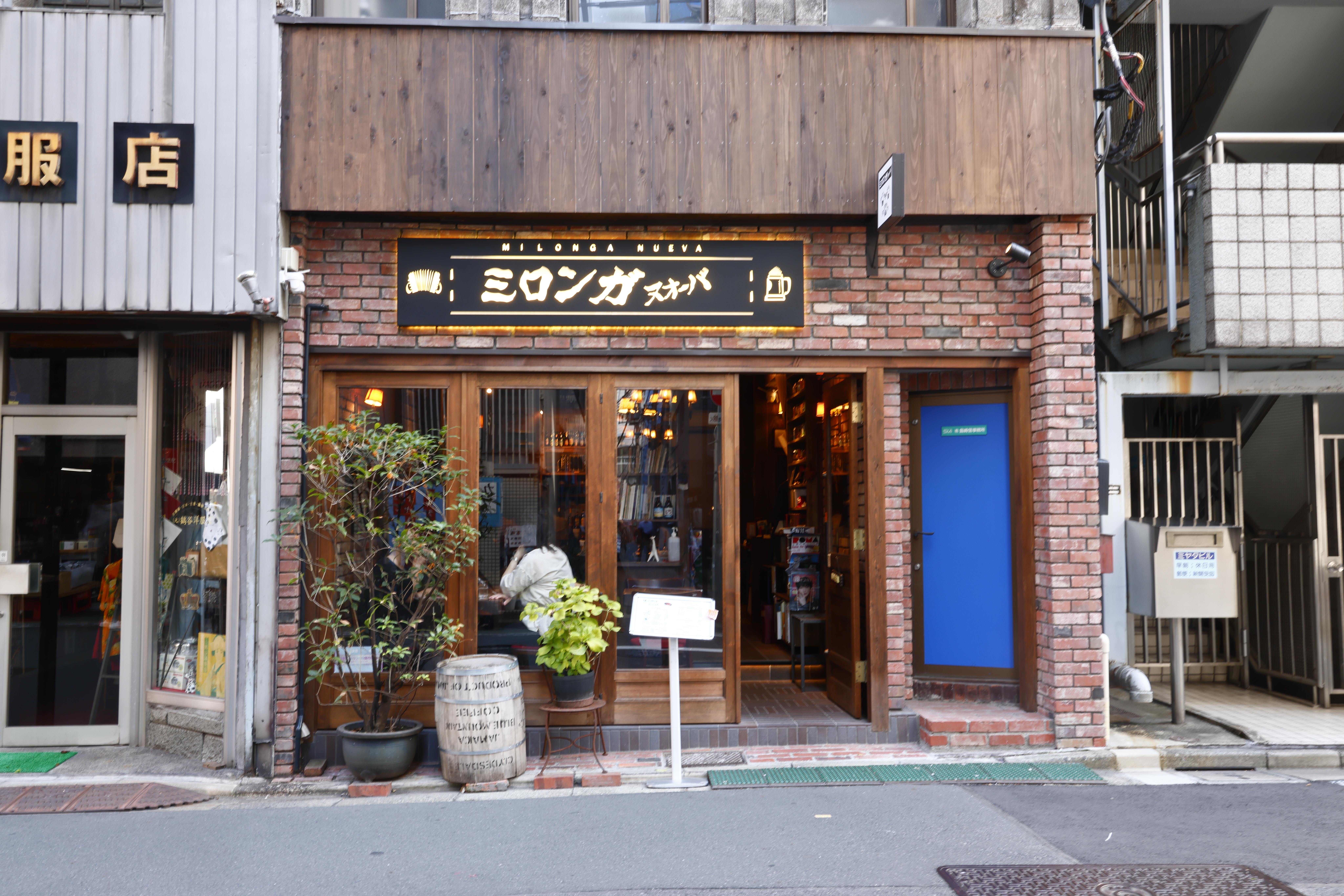
ミロンガ・ヌオーバは以前の位置からは移転開業している

ラドリオより数年早く、1947年に開店したランボオも作家のたまり場となっていた。前述したユリイカらが入居していたのが、ランボオが入居していたビルの2階にあたる。その後、1949年に閉店、1943年には「ミロンガ」として島崎が開店した。この空間を塩沢槙は「ゆめの名残のような場所」と表現した。その後、店名にヌオーバが付き「ミロンガ・ヌオーバ」となったのは1995年のことで、炭火珈琲と世界のビールを取り揃える。
ラドリオと同じ神保町にある喫茶店「さぼうる」の店主、鈴木文雄は「『ラドリオ』が目標だったから何度も通って勉強した」といい、ハーフティンバー様式は、さぼうるにも採用された。

### 改修工事とラドリオかわら版の始まり
2000年、傾いていた建物をジャッキアップし、柱の入れ替え、床の煉瓦を1層積み重ねるなどの改修工事が行われ、10センチメートルほど床が上がった。
その後、店長は数年ごとに交代している。学生時代に京都の喫茶店に勤務し、その後ラドリオのアルバイト、最終的には店長となった池本奈美は、京都時代のアルバイト仲間であった作家の木村衣有子からラドリオのアルバイトを勧められた。毎月1回発行されている「ラドリオかわら版」も木村の勧めで始まった。店員の手作りで発行されているかわら版には、神保町地区のミニ知識が多く掲載されている。

## メニュー

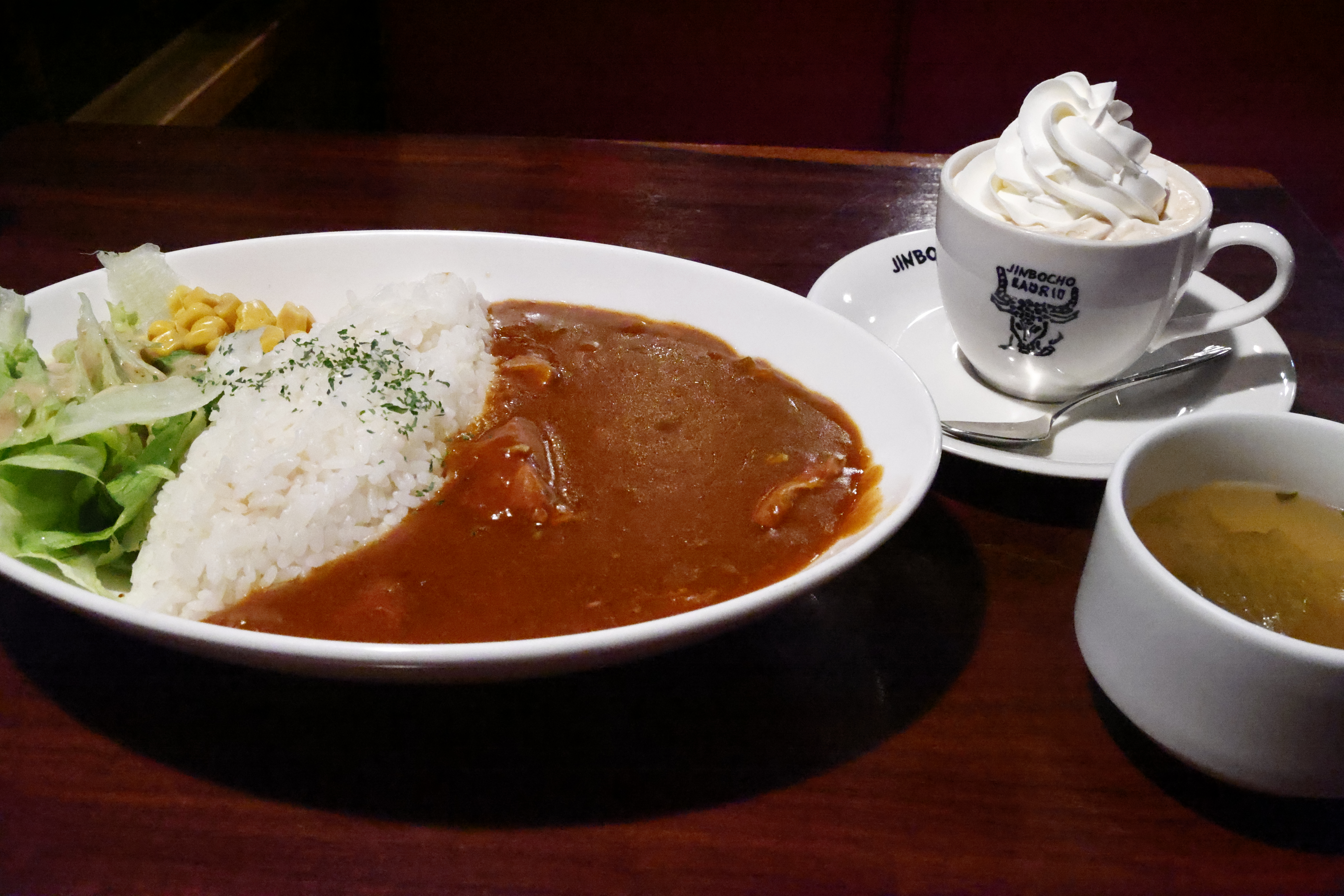
チキンカレーとウィンナーコーヒー

提供されるウィンナーコーヒーはコーヒーに冷たい生クリームを浮かべてフタをしたものだが、川口葉子は「上唇でクリームの冷たさを、下でコーヒーの温かさを同時に感じるのが楽しい」という。その生クリームはかたさを変えるなど、時代に合わせてその味を変化させている。考案したのは、臼井であった。常連の東京大学教授がウィーンを訪れたときに飲んだ白いものがのったコーヒーの話を発端に、想像しながら神田小川町を散策した際に見つけた、クリームが乗ったケーキから着想したという。
熱いコーヒーが冷めないように、たっぷりのホイップクリームを浮かべたことが始まりとされる。1949年の創業当時は、店舗面積がその後と比較して広大で、コーヒーが提供されるまで時間がかかっていたことや、討論が白熱したときにコーヒーが冷えてしまうことを防ぐためという逸話が残る。
アルコールのメニューも提供されており、過去には夕方までがコーヒー、夜からバータイムとして分けていたこともあるが、昨今では時間を通してアルコールメニューが提供されている。ウイスキーやカクテルを味わう人も足を運んでいる。吉田健一は、洋食店「ランチョン」でビールを飲んだ後に立ち寄り、紅茶のウイスキー割をダブルで注文していた。

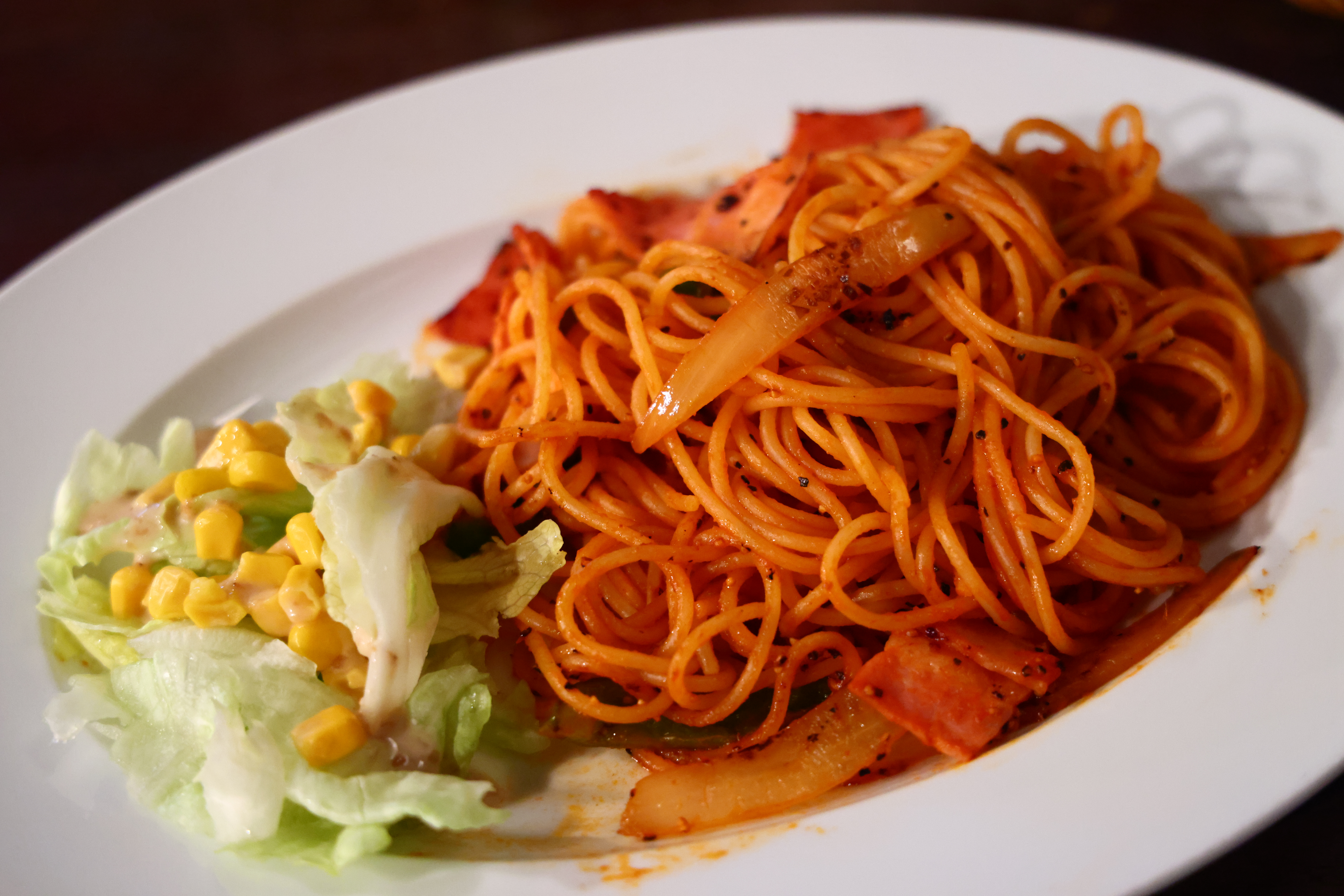
少し辛めに味付けされたナポリタン

フードメニューは、ナポリタンとチキンカレーを中心としたメニュー構成になっている。ナポリタンは、麺をやや硬めに、トマトソースにタバスコと黒胡椒を入れている。カーツさとうは「ほんのチョッピリ辛味の利いた特製ソースで、麺をこれでもかというほどに炒めに炒めたスタイル」「アルデンテとは違う、麺内の水分を蒸発させたことによる麺のコシはこの店ならでは。そのオリジナルな食感は間違いなくクセになる。」と表現した。カレーは2004年から店長を務めた菅原裕行が考案したレシピが受け継がれており、トマト、デミグラスソースなどをベースにしたカレールーがマイルドな味を作っている。
また以前には、中華がゆが提供されていたこともあり、草野心平の友人から習って提供したことから「心平がゆ」と名付けてもよいといわれていた。これ以外にも、サンドイッチやコロッケ、日替わり定食やランチセットが提供されていた。

## アクセス
- 東京メトロ半蔵門線・都営地下鉄新宿線・都営地下鉄三田線 神保町駅A7出口から徒歩2分[56]